# Episodi di Grand Hotel
La prima e unica stagione della serie televisiva Grand Hotel, composta da tredici episodi, è stata trasmessa negli Stati Uniti per la prima volta dall'emittente ABC dal 17 giugno 2019 al 9 settembre 2019.
In Italia è andata in onda in prima visione su Fox Life, canale a pagamento della piattaforma satellitare Sky, dall'8 luglio al 30 settembre 2019.
| nº | Titolo originale              | Titolo italiano            | Prima TV USA     | Prima TV Italia   |
| -- | ----------------------------- | -------------------------- | ---------------- | ----------------- |
| 1  | Pilot                         | Benvenuto al Riviera Grand | 17 giugno 2019   | 8 luglio 2019     |
| 2  | Smokeshow                     | Fuochi d'artificio         | 24 giugno 2019   | 15 luglio 2019    |
| 3  | Curveball                     | Nuove informazioni         | 1º luglio 2019   | 22 luglio 2019    |
| 4  | The Big Sickout               | La protesta                | 8 luglio 2019    | 29 luglio 2019    |
| 5  | You've Got Blackmail          | Ricatto                    | 15 luglio 2019   | 5 agosto 2019     |
| 6  | Love Thy Neighbor             | Ama il tuo prossimo        | 22 luglio 2019   | 12 agosto 2019    |
| 7  | Where the Sun Don't Shine     | Dove il sole non splende   | 29 luglio 2019   | 19 agosto 2019    |
| 8  | Long Night's Journey into Day | In viaggio verso il giorno | 5 agosto 2019    | 26 agosto 2019    |
| 9  | Groom Service                 | Un matrimonio complicato   | 12 agosto 2019   | 2 settembre 2019  |
| 10 | Suite Little Lies             | La stanza delle bugie      | 19 agosto 2019   | 9 settembre 2019  |
| 11 | Art of Darkness               | Art of Darkness            | 26 agosto 2019   | 16 settembre 2019 |
| 12 | Dear Santiago                 | Caro Santiago              | 2 settembre 2019 | 23 settembre 2019 |
| 13 | A Perfect Storm               | La tempesta perfetta       | 9 settembre 2019 | 30 settembre 2019 |